# Szenegál az 1976. évi nyári olimpiai játékokon
Szenegál a kanadai Montréalban megrendezett 1976. évi nyári olimpiai játékok egyik részt vevő nemzete volt. Az országot az olimpián 4 sportágban 22 sportoló képviselte, akik érmet nem szereztek.

## Atlétika
Férfi
| Versenyző                                           | Versenyszám     | Előfutam | Előfutam | Előfutam | Negyeddöntő | Negyeddöntő | Negyeddöntő | Elődöntő | Elődöntő | Elődöntő | Döntő   | Döntő    |
| Versenyző                                           | Versenyszám     | Idő      | Hely.    | Össz.    | Idő         | Hely.       | Össz.       | Idő      | Hely.    | Össz.    | Idő     | Helyezés |
| --------------------------------------------------- | --------------- | -------- | -------- | -------- | ----------- | ----------- | ----------- | -------- | -------- | -------- | ------- | -------- |
| Adama Fall                                          | 100 m           | 10,72    | 3.       | 35.*     | 10,60       | 6.          | 21.         | kiesett  | kiesett  | kiesett  | kiesett | kiesett  |
| Momar N’Dao                                         | 100 m           | 10,74    | 5.       | 37.      | kiesett     | kiesett     | kiesett     | kiesett  | kiesett  | kiesett  | kiesett | kiesett  |
| Barka Sy                                            | 100 m           | 10,81    | 5.       | 44.      | kiesett     | kiesett     | kiesett     | kiesett  | kiesett  | kiesett  | kiesett | kiesett  |
| Barka Sy                                            | 200 m           | 21,54    | 4.       | 22.      | kiesett     | kiesett     | kiesett     | kiesett  | kiesett  | kiesett  | kiesett | kiesett  |
| Christian Dorosario                                 | 200 m           | 21,96    | 6.       | 33.      | kiesett     | kiesett     | kiesett     | kiesett  | kiesett  | kiesett  | kiesett | kiesett  |
| Samba Dièye                                         | 400 m           | 47,98    | 6.       | 31.      | kiesett     | kiesett     | kiesett     | kiesett  | kiesett  | kiesett  | kiesett | kiesett  |
| Abdoulaye Sarr                                      | 110 m gát       | 14,20    | 7.       | 17.      |             |             |             | kiesett  | kiesett  | kiesett  | kiesett | kiesett  |
| Christian Dorosario Momar N’Dao Barka Sy Adama Fall | 4 × 100 m váltó | 40,40    | 4.       | 14.      |             |             |             | 40,37    | 6.       | 12.      | kiesett | kiesett  |

| Versenyző        | Versenyszám   | Selejtező | Selejtező | Döntő    | Döntő    |
| Versenyző        | Versenyszám   | Eredmény  | Helyezés  | Eredmény | Helyezés |
| ---------------- | ------------- | --------- | --------- | -------- | -------- |
| Papa Ibrahima Ba | Távolugrás    | 696 cm    | 30.       | kiesett  | kiesett  |
| Ibrahima Guèye   | Diszkoszvetés | 52,82 m   | 27.       | kiesett  | kiesett  |

Női
| Versenyző   | Versenyszám | Előfutam | Előfutam | Előfutam | Elődöntő | Elődöntő | Elődöntő | Döntő   | Döntő    |
| Versenyző   | Versenyszám | Idő      | Hely.    | Össz.    | Idő      | Hely.    | Össz.    | Idő     | Helyezés |
| ----------- | ----------- | -------- | -------- | -------- | -------- | -------- | -------- | ------- | -------- |
| Ndew Niang  | 800 m       | 2:09,32  | 7.       | 33.      | kiesett  | kiesett  | kiesett  | kiesett | kiesett  |
| Ndew Niang  | 1500 m      | 4:44,64  | 9.       | 36.      | kiesett  | kiesett  | kiesett  | kiesett | kiesett  |
| Julie Gomis | 100 m gát   | 14,57    | 6.       | 22.      | kiesett  | kiesett  | kiesett  | kiesett | kiesett  |

* - egy másik versenyzővel azonos időt ért el

## Birkózás
Kötöttfogású
| Versenyző      | Versenyszám | 1. forduló                                  | 2. forduló                           | 3. forduló        | 4. forduló        | 5. forduló        | 6. forduló        | Döntő             | Helyezés    |
| Versenyző      | Versenyszám | Ellenfél Eredmény                           | Ellenfél Eredmény                    | Ellenfél Eredmény | Ellenfél Eredmény | Ellenfél Eredmény | Ellenfél Eredmény | Ellenfél Eredmény | Helyezés    |
| -------------- | ----------- | ------------------------------------------- | ------------------------------------ | ----------------- | ----------------- | ----------------- | ----------------- | ----------------- | ----------- |
| Arona Mané     | 68 kg       | Ja'far Alizadeh Koldkeshi (IRI) · kétvállas | Markku Yli-Isotalo (FIN) · kétvállas | kiesett           | kiesett           | kiesett           | kiesett           | kiesett           | helyezetlen |
| Ibrahim Diop   | 82 kg       | Miroslav Janota (TCH) · kizárták            | visszalépett                         | kiesett           | kiesett           | kiesett           | kiesett           | kiesett           | helyezetlen |
| Ambroise Sarr  | 90 kg       | James Johnson (USA) · kétvállas             | Frank Andersson (SWE) · kétvállas    | kiesett           | kiesett           | kiesett           |                   | kiesett           | helyezetlen |
| Robert N'Diaye | 100 kg      | Farkas József (HUN) · kétvállas             | Nicolae Martinescu (ROU) · kétvállas | kiesett           | kiesett           |                   |                   | kiesett           | helyezetlen |
| Mamadou Sakho  | +100 kg     | Macunaga Szeidzsi (JPN) · kizárták          | Alekszandar Tomov (BUL) · kétvállas  | kiesett           | kiesett           |                   |                   | kiesett           | helyezetlen |

Szabadfogású
| Versenyző      | Versenyszám | 1. forduló                        | 2. forduló                       | 3. forduló                         | 4. forduló                      | 5. forduló        | 6. forduló        | Döntő             | Helyezés    |
| Versenyző      | Versenyszám | Ellenfél Eredmény                 | Ellenfél Eredmény                | Ellenfél Eredmény                  | Ellenfél Eredmény               | Ellenfél Eredmény | Ellenfél Eredmény | Ellenfél Eredmény | Helyezés    |
| -------------- | ----------- | --------------------------------- | -------------------------------- | ---------------------------------- | ------------------------------- | ----------------- | ----------------- | ----------------- | ----------- |
| Arona Mané     | 68 kg       | Eberhard Probst (GDR) · kétvállas | Sergio Fiszman (ARG) · kétvállas | kiesett                            | kiesett                         | kiesett           | kiesett           | kiesett           | helyezetlen |
| Ibrahim Diop   | 82 kg       | Manuel Villapol (PUR) · kizárták  | Mehmet Uzun (TUR) · kizárták     | Henryk Mazur (POL) · kétvállas     | kiesett                         | kiesett           | kiesett           | kiesett           | helyezetlen |
| Ambroise Sarr  | 90 kg       | erőnyerő                          | Maurice Allan (GBR) · kétvállas  | Terry Paice (CAN) · kizárták       | kiesett                         | kiesett           | kiesett           | kiesett           | helyezetlen |
| Robert N'Diaye | 100 kg      | Daniel Verník (ARG) · kétvállas   | Petr Drozda (TCH) · kétvállas    | kiesett                            | kiesett                         | kiesett           |                   | kiesett           | helyezetlen |
| Mamadou Sakho  | +100 kg     | Einar Gundersen (NOR) · 17-7      | Carlos Braconi (ARG) · kétvállas | Iszogai Jorihide (JPN) · kétvállas | Roland Gehrke (GDR) · kétvállas | kiesett           | kiesett           | kiesett           | 8.          |

## Cselgáncs
| Versenyző       | Versenyszám  | Csoport | Selejtező         | 32-es főtábla                           | Nyolcaddöntő                 | Negyeddöntő                | Elődöntő          | Vigaszág negyeddöntő | Vigaszág elődöntő                | Bronz- mérkőzés   | Döntő             | Helyezés |
| Versenyző       | Versenyszám  | Csoport | Ellenfél Eredmény | Ellenfél Eredmény                       | Ellenfél Eredmény            | Ellenfél Eredmény          | Ellenfél Eredmény | Ellenfél Eredmény    | Ellenfél Eredmény                | Ellenfél Eredmény | Ellenfél Eredmény | Helyezés |
| --------------- | ------------ | ------- | ----------------- | --------------------------------------- | ---------------------------- | -------------------------- | ----------------- | -------------------- | -------------------------------- | ----------------- | ----------------- | -------- |
| Papa M'Bengue   | Könnyűsúly   | A       |                   | Angelo Ruiz (PUR) · V                   | kiesett                      | kiesett                    | kiesett           |                      |                                  |                   |                   | 18.      |
| Lamine Wade     | Váltósúly    | B       |                   | Emmanuel Ndoumbe (CMR) · nem vett részt | John Van Hoek (AUS) · V      | kiesett                    | kiesett           |                      |                                  |                   |                   | 13.      |
| Assane N'Doye   | Középsúly    | A       |                   | Carlos Motta (BRA) · V                  | kiesett                      | kiesett                    | kiesett           |                      |                                  |                   |                   | 19.      |
| Abdoulaye Djiba | Félnehézsúly | A       | erőnyerő          | Henr Lobe (CMR) · nem vett részt        | Arthur Schnabel (FRG) · GY   | Ramaz Harsiladze (URS) · V |                   |                      | Cso Dzsegi (Jo Jae-gi) (KOR) · V | kiesett           |                   | 7.       |
| Abdoulaye Djiba | Nyílt        | B       |                   | Günther Neureuther (FRG) · V            | kiesett                      | kiesett                    | kiesett           |                      |                                  |                   |                   | 16.      |
| Abdoulaye Kote  | Nehézsúly    | B       |                   | Hans-Jakob Schädler (LIE) · GY          | Günther Neureuther (FRG) · V |                            |                   |                      | Güsemiin Jalaa (MGL) · V         | kiesett           |                   | 7.       |

## Ökölvívás
| Versenyző     | Versenyszám | 32-es főtábla     | Nyolcaddöntő                 | Negyeddöntő       | Elődöntő          | Döntő             | Helyezés |
| Versenyző     | Versenyszám | Ellenfél Eredmény | Ellenfél Eredmény            | Ellenfél Eredmény | Ellenfél Eredmény | Ellenfél Eredmény | Helyezés |
| ------------- | ----------- | ----------------- | ---------------------------- | ----------------- | ----------------- | ----------------- | -------- |
| Mamadou Drame | Nehézsúly   | erőnyerő          | Teófilo Stevenson (CUB) · KO | kiesett           | kiesett           | kiesett           | 9.       |